# Języki wintuskie
Języki wintuskie (wintu) – prawie wymarła indiańska rodzina językowa z Kalifornii. Została zaliczona do postulowanej gromady penutiańskiej.

## Klasyfikacja
- najnowszy podział (m.in. Ethnologue)

| Grupy i języki                                     | Liczba mówiących |
| -------------------------------------------------- | ---------------- |
| Języki północnowintuskie                           |                  |
| wintuski (wintu, wintu właściwy, północnowintuski) | 0                |
| nomlaki (środkowowintuski)                         | 38               |
| Języki południowowintuskie                         |                  |
| patwin (południowowintuski)                        | 1                |